# 夺门之变
奪門之變，又稱奪門復辟、南宮復辟、南宮之变，是明景帝景泰八年（1457年）正月发生的一場政變，太上皇朱祁鎮成功復辟，奪回皇位。

## 前因

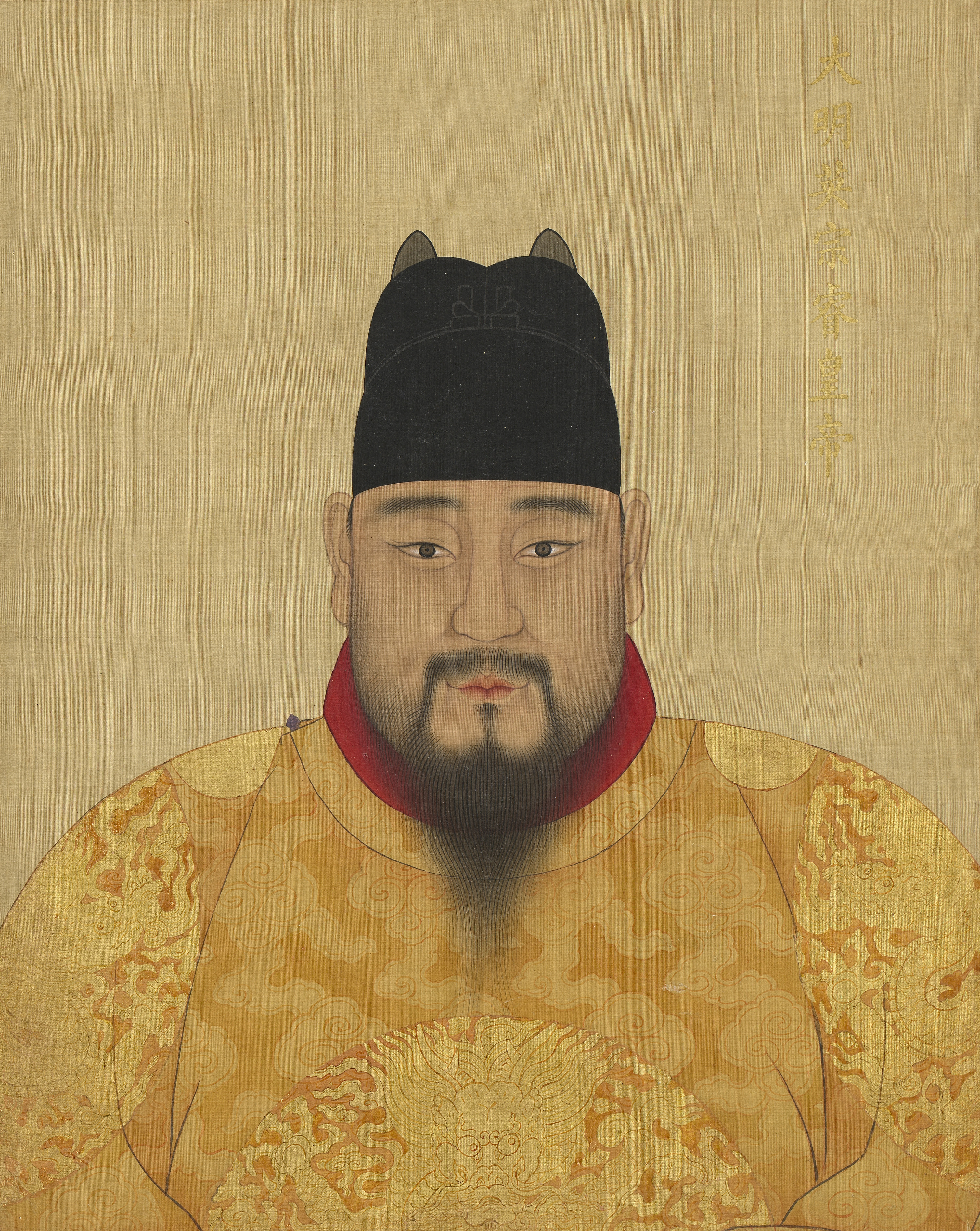
夺回帝位的明英宗

### 英宗回归
正統十四年 (1449年) 發生土木堡之變，明英宗被瓦剌俘虜，其弟郕王朱祁鈺被眾大臣推舉為皇帝，是為明景帝（南明尊稱為代宗），改元景泰。孫太后亦要求景帝即位後立英宗兩歲的兒子朱見深為太子，表示大明帝位仍由英宗一脈繼承。
景泰元年（1450年），兵部侍郎于谦成功抗敵，並與瓦剌議和，經過使臣楊善個人的斡旋，瓦剌首領也先見新君已立，英宗已經無利用價值，反而不想因英宗為虜之事成為與大明修好的障礙，於是同意放回英宗。但景帝對大臣說：「我並不是貪戀帝位，但當初擁立我的是你們啊！」並不願英宗返國，經大臣陳述其利弊後，景帝将英宗迎接回京，置於南宮，尊為太上皇。並以錦衣衛對英宗加以軟禁，嚴密控管，宮門不但上鎖，並且灌鉛，食物僅能由小洞遞入。

### 赐绣袋案
幽闭期间，英宗因与少监阮浪交谈甚欢而赐其一个金锈袋和一柄镀金刀。阮浪随后将赐物送给王瑶。高平教唆锦衣卫卢忠与李善告密称阮浪、王瑶意图效力于上皇复辟，兩人招供沒有連累英宗。景帝随后凌遲处死阮浪与王瑶，并下决心易储太子。

### 景泰易储

#### 支持易储方
- 景帝向臣下陈循、高穀、商辂、江渊、王一宁、萧镃赏赐财物并晋升杨善、王文为太子太保以求支持。
- 因黄钧杀人，其父黄璜为求宽恕上疏支持易储。

#### 反对易储方
- 汪皇后反对易储，不久被废。
- 廖庄等人因“复储之议”遭到廷杖和贬谪，钟同被打死，章纶被关押。

景泰三年 (1452年)，景帝廢原太子朱見深，並立自己的獨子朱見濟為新太子。景泰五年 (1454年)，朱见济夭折后，朱祁钰已无亲子，却也没有复立朱见深，储位空悬。
景泰七年（1456年），景帝病重，在對抗瓦剌時立下大功的將領石亨為了自身利益，有意協助英宗奪回帝位。在拉攏身邊友人商討之後，與宦官曹吉祥、都督張軏、都察院左都御史楊善、太常卿許彬以及左副都御史徐有貞等人行事。

## 经过
景泰八年（1457年）正月十六日夜，石亨、徐有贞等大臣带一千餘士兵偷襲紫禁城，撞开南宮宫门，接出英宗直奔东华门。守门的武士不开门，英宗上前说道：“朕乃太上皇帝也。”武士只好打开城门。
黎明时分，众大臣到了「奉天殿」，只见英宗坐于龙椅之上，徐有贞高喊：“太上皇帝復位。”史称「奪門之變」或「南宮復辟」。
英宗復辟後，朱祁鈺被遷至西宮，不久去世。

## 影響
談遷《國榷》評論：“于少保最留心兵事，爪牙四布，若奪門之謀，懵然不少聞，何貴本兵哉！或聞之倉卒，不及發耳！”
明英宗復辟後，清算景泰帝忠臣。以謀逆罪從輕將于謙、王文、內臣舒良、王誠、張永、王勤，去其手足決了，家下人口充軍，妻小免為奴，家財入官。陳循、江淵、俞士悅、項文耀免死，發口外永遠充軍，家小隨住。蕭鎡、商輅、王偉、顧鏞、丁澄原籍為民。殺死唐皇贵妃等殉葬景泰帝。殺死大理寺少卿黃鑑滅族。英宗凌遲害死阮浪的盧忠及高平，淩遲徐正於市三日
而曾助英宗回復帝位的功臣，如石亨、徐元玉、許彬、楊善、張軏與曹吉祥等人各自加官晉爵。其中，曹吉祥等在朝中橫行霸道，後期更發生了曹吉祥企圖弒位的曹石之變。
值得一提的是，景泰八年春正月，明英宗重登大寶後，废景泰年号，改景泰八年为天顺元年，但倉促之中忘記罷黜朱祁鈺，直到同年二月乙未才將朱祁鈺廢為郕王。因此，在這幾十天之內，名義上英宗和景帝兩位合法的皇帝同時並存，成為中國帝制史上絕無僅有的奇觀。
曹石之變前，英宗在李贤提醒下，意识到朱祁钰时日无多，没有在世的儿子，也没有立储，一旦朱祁钰去世，自己复位顺理成章，夺门功臣其实是投机以求自己获益，一旦事败，英宗自己反而要受到牵连；于是开始罢黜夺门功臣的爵位。楊善、張軏已去世，爵位已分别由儿子楊宗、张瑾继承。明宪宗初年，罢黜杨宗、张瑾的爵位，改为授予官职，因夺门之功所授爵位至此全部收回。